# Habropoda
Habropoda is een geslacht van vliesvleugelige insecten uit de familie bijen en hommels (Apidae)

## Soorten
- H. annae Schwarz & Gusenleitner, 2001
- H. apostasia Lieftinck, 1974
- H. bucconis (Friese, 1911)
- H. bucconoides Wu, 1991
- H. cineraria (Smith, 1879)
- H. citula (Cockerell, 1929)
- H. cressonii (Dalla Torre, 1896)
- H. christineae Dubitzky, 2007
- H. dammersi (Timberlake, 1937)
- H. deiopea (Cameron, 1897)
- H. depressa Fowler, 1899
- H. disconota Lieftinck, 1974
- H. eurycephala Wu, 1991
- H. excellens (Timberlake, 1962)
- H. ezonata Smith, 1854
- H. hainanensis Wu, 1991
- H. hakkariensis Schwarz & Gusenleitner, 2001
- H. hookeri Cockerell, 1920
- H. imitatrix Lieftinck, 1974
- H. krishna Bingham, 1908
- H. laboriosa (Fabricius, 1804)
- H. medogensis Wu, 1988
- H. mimetica Cockerell, 1927
- H. miserabilis (Cresson, 1878)
- H. moesta Popov, 1952
- H. morrisoni (Cresson, 1878)
- H. murihirta (Cockerell, 1905)
- H. omeiensis Wu, 1979
- H. oraniensis (Lepeletier, 1841)
- H. orbifrons Lieftinck, 1974
- H. pallida (Timberlake, 1937)
- H. pekinensis Cockerell, 1911
- H. pelmata Lieftinck, 1974

- H. plantifera Lieftinck, 1974
- H. radoszkowskii (Dalla Torre, 1896)
- H. rowlandi (Meade-Waldo, 1914)
- H. rufipes Wu, 1983
- H. salviae (Michener, 1936)
- H. salviarum Cockerell, 1898
- H. schafelneri Schwarz & Gusenleitner, 2001
- H. semifulva (Cockerell, 1905)
- H. sichuanensis Wu, 1986
- H. sinensis Alfken, 1937
- H. sutepensis Cockerell, 1929
- H. tadzhica Popov, 1948
- H. tainanicola (Strand, 1913)
- H. tarsata (Spinola, 1838)
- H. tristissima (Cockerell, 1904)
- H. tumidifrons Lieftinck, 1974
- H. turneri Cockerell, 1909
- H. ventiscopula Wu, 1984
- H. vierecki (Cockerell, 1909)
- H. xizangensis Wu, 1979
- H. yunnanensis Wu, 1983
- H. zonatula Smith, 1854